# 남겨진 시간을 위하여
《남겨진 시간을 위하여》는 1990년 가수 장혜리의 4집 앨범 B면 수록곡이다.
1990년 가요톱10 프로그램에 금주의 신곡으로 방송한 적이 있다.
멜론차트 시대별 노래 순위 결과, 90년에 67위를, 91년도에는 97위를 하였다. Top100 안에 들 정도로 많은 이들의 사랑을 받았지만, 장혜리의 3집 앨범 타이틀곡인 내게 남은 사랑을 드릴께요보단 많은 사랑을 얻지 못하였다.

2014년에는 걸스데이의 민아가 최고의 미래라는 작품에서 이 노래를 불러서 많은 이들의 사랑을 또 받은 적이 있다.